# ノルトロックワッシャー

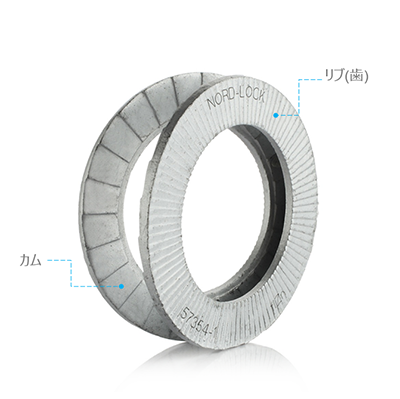
ノルトロックワッシャー外観

ノルトロックワッシャー（英: Nord-Lock washers）とは、スウェーデンのノルトロックグループ（NORD-LOCK GROUP）AB社および株式会社ノルトロックジャパンのような同社現地法人が製造販売するボルト・ナットの緩み対策品。形状は同一形状のものを2枚1組で用いる座金の形状を取る。1982年にノルトロック社により発明された初のウェッジロックワッシャーである。
ノルトロックワッシャーはレーザーの刻印が施された細かなセレーションが入ったリブ面と、大きな山が連なるカム面の2面から構成されており、これを2枚1組にてカムが向き合う形で使用する。鉄（鋼）製とステンレス製の他、高耐食性をもつオーステナイト系ステンレスである254SMO®材、インコネル718材、ハステロイ C-276材のものが提供されている。

## バリエーション
（左から）
ノルトロックワッシャー
ボルト・ナットの戻り（緩み）回転を伴う緩みへの対策品。
ノルトロックXシリーズワッシャー
金属なじみや相手材の塑性変形等、戻り回転を伴わない軸力損失と回転緩み双方への対策品。2012年発売。
ノルトロックホイールナット
トラックや運搬車両のホイールナットにノルトロックワッシャーを組み込んだ製品。2010年発売。
ノルトロックSCワッシャー
欧州規格の建築用高力ボルト（EN14399-4 / EN14399-3）の形状に合わせて内径部に面取りを施した製品。2016年発売。JIS規格の高力ボルトとは必ずしも合致しない。
ノルトロックコンビボルトワッシャー
セムスボルト製造用に内径を狭めた、ねじ製造メーカー向け製品。2011年発売のセムスボルトであるノルトロックコンビボルトの後継製品。

## 特長

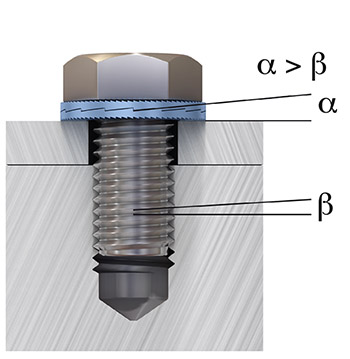
ノルトロックワッシャー機構図

ノルトロックワッシャーは、外側の「リブ面」と呼ばれる面の一方がボルトヘッドまたはナットにグリップし、他方が相手母材表面にグリップして固定される。振動等によって締結体が戻り回転を起こした時には、先述の通りリブ面が固定されているため、2枚組の内側に位置する大きな山の入った「カム」面の間がスライドして行く。 カムの角度（右図α）はボルトのリード角（右図β）よりも大きく設計されているため、この時一方のカムが他方のカムを上って行く形で2枚組のワッシャー間に動きが発生する。しかしカムの角度αはリード角βを上回っているために、結果として2枚組ワッシャーの厚みが増し、その増加分だけボルトまたはナットが引っ張り上げられる。この仕組みにより、ボルトは緩むことで逆に締結力が増し、セルフロック効果を生じることとなる。
ボルトにはバネと同じく、引き伸ばされると同時に元に戻ろうとする力が加わる。ボルトが締結される原理として、回して締め込むことで引き伸ばされ、同時に発生する元に戻ろうとする力が双方向的に働くことで、軸力と呼ばれる締結力を得て複数のものを締結するが、ノルトロックワッシャーは摩擦ではなく締結体の軸力そのものを利用するという点に特徴がある。
- 参考動画：ノルトロックワッシャー／ユンカー振動試験での他製品比較検証
- 参考資料：池田金属工業株式会社　ユンカー振動試験結果

## 製造
ノルトロックワッシャーは欧州・北南米・アジア・中東・南北アフリカ等全世界で使用されているが、その製造拠点はスウェーデン北部のマットマル（座標／英語読みではマットマー）という小さな町でのみ行っている。日本と同じく南北に長いスウェーデンでも、マットマルが位置する北部は北極圏に入り、NORD（スウェーデン語で「北」の意）-LOCK命名の由来ともなっている。また、真冬の時期にはオーロラが見られることもあるという。
その製造技術という点において、ノルトロックグループはノルトロックワッシャー製造に現在でも有効な特許を有している。この特許技術は締結体の軸力に関わらず緩みを防止できるという当製品の特長に深く関連しており、軸力の大小に関わらず緩みを防止できるということは、戻り回転を伴わない金属なじみ、相手母材の塑性変形、熱サイクルによる膨張・収縮、塗装面の陥没等に代表される「非回転緩み」により多少の軸力損失が起こっても致命的な回転緩みは防止できるという点で、安全確保の観点から非常に意義のある技術であると言える。これは1982年のウェッジロックワッシャー発明以降も改善を重ねて来た同社の技術の中でも非常に重要な位置を占めるものである。
また、本稿上の外観写真でも確認できる通り、ノルトロックワッシャー表面にはレーザーマーキングが施されており、パッケージから製品を取り出した後でもコントロール番号が確認でき、遡って当該生産ロットの品質検査情報等を取得できるトレーサビリティが徹底されている。

## 国内事例
ここでは株式会社ノルトロックジャパンが公表している日本におけるノルトロックワッシャー採用事例を列挙する。
- 新幹線 N700シリーズ（JR東海）
- 東京スカイツリー（東武電鉄・東武タワースカイツリー）
- 日野レンジャー（ダカールラリー競技車両／日野自動車）
- 舶用ディーゼルエンジン（三井造船）
- J形ガスタービン（三菱日立パワーシステムズ）
- 中小型ガスタービン（川崎重工業）
- エレキギター（島村楽器）
- アーチェリー照準器（渋谷アーチェリー）
- 製鉄設備（JFEスチール）

## 参考資料
- 金友正文 著 『機械のトラブルシューティング解説55事例　～経の巻～』26頁（秀和システム）
- ノルトロックジャパン　トラック用ねじの緩み止めノルトロック　ホイールナット販売開始（ファスニングジャーナル 2010年11月1日）
- ノルトロックジャパン　緩み止めワッシャーと一体化のコンビボルトを発売開始（ファスニングジャーナル 2012年2月1日）
- Why these lock washers are the only ones that actually work! Nord-Lock（YouTube）英語